# Összeesküvés-elmélet

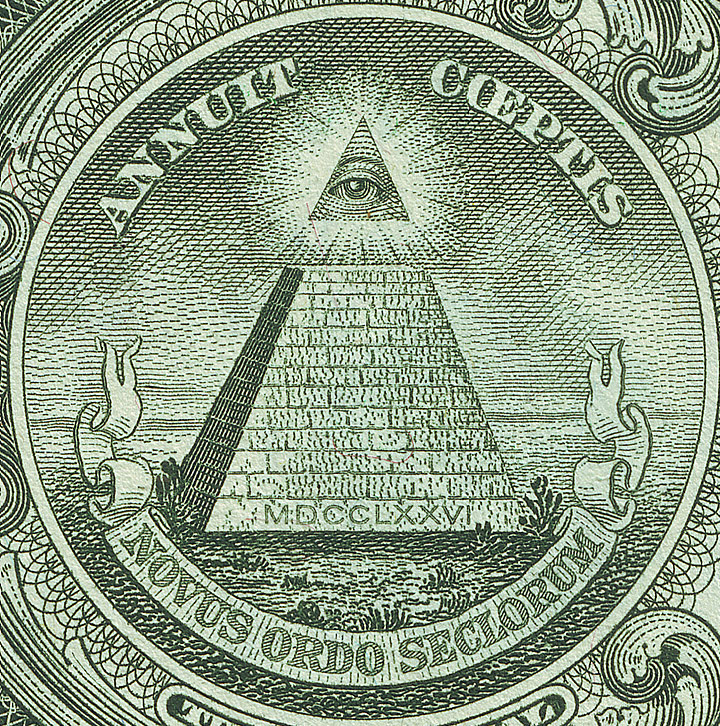
Az amerikai egydollároson található, az Amerika pecsétjén szereplő mindent látó szem, amely az összeesküvés hívők szerint egy szabadkőműves szimbólum

Az összeesküvés-elmélet (angolul: conspiracy theory) vagy más néven konspirációs teória, röviden konteó egyes társadalmilag jelentős eseményeket, bizonyos történelmi jelenségeket, vagy akár a történelem egészét egy bizonyos embercsoport összeesküvése eredményének nyilvánítja, akik ezt a folyamatot irányítják. Olyan közéleti álláspont, amely feltételezi, hogy részben vagy egészében feltáratlan vagy indokolatlannak látszó események, cselekmények mögött egy általa megnevezett csoport vagy ember áll. 
Az összeesküvés-elméletek híveit konspiracionistáknak (a latin: conspiratio, magyarul: összeesküvés szóból eredően) vagy konteósoknak, míg azokat, akik elfogadják az események hivatalos változatát, konvencionalistáknak nevezzük.

## Etimológia
Az angol kifejezés fordítása.
Az 1870-es évektől fogva angol nyelvű magazinokban és újságokban jelent meg és terjedt el a conspiracy theory szóösszetétel.

## Áttekintés
Az összeesküvés titkos szövetkezés vezető politikai személyiség ellen, vagy az állami, társadalmi rend erőszakos megdöntésére. Minden összeesküvés-elmélet alapja a titok, más szavakkal a magyarázat hiánya. 
Az „összeesküvés-elmélet” kifejezés jelentheti egyszerűen egy összeesküvés vádját.
Jelenthet azonban olyan (egymással nem szükségképpen kapcsolatban álló bizonyítékokból álló) érvelést is, mely nagyszabású, igaznak bizonyulása esetén messzemenő társadalmi és politikai következményekkel bíró összeesküvés létét tételezi fel. Leginkább azon a sémán alapul, hogy ha egy adott X esemény Y személynek hasznos, kedvező, akkor Y előzetesen bizonyára titokban tett valamit X bekövetkezése érdekében.
Az összeesküvés-elméletek többsége gyakran azért keletkezik, mert a „hivatalos” álláspont valamiért tévesnek bizonyul, tehát a kibocsátói „nyilvánvalóan” titkolni akartak valamit.
Az összeesküvés-elméletek kérdése különösen azóta foglalkoztatja a szociológusokat, pszichológusokat és folklórszakértőket, mióta az 1960-as években a Kennedy-gyilkosság példátlan találgatási hullámot indított el, mivel a hivatalos álláspont a tényeket figyelmen kívül hagyta és fizikai képtelenségeket állított (lásd pl. a „mágikus golyó” esete).
Azonban a legtöbbször az események szokásos magyarázataiban csalárd szándék nélkül is vannak lyukak, hiányosságok, túl sok utánajárást igénylő, nem feldolgozott részletek, fel nem oldott apró ellentmondások. Információhiányból, erőforrás-takarékosságból vagy kényelmességből fakadóan ezekre már nem terjedt ki a figyelem, és mert általában e részletek külön megvizsgálása nélkül is elfogadják a legtöbben a hivatalos magyarázatot. A hiányosságok azonban táptalajul szolgálnak az alternatív magyarázatok kitalálásához, és az alternatív magyarázat gyakran egy összeesküvés-elmélet. Lelki alapjuk a bizalomhiány, a gyanakvás, a becsapottság érzése. 
Az összeesküvés-elmélet egyfajta magyarázatot kínál a benne hívőknek. Ebben az értelemben az összeesküvés-elmélet az emberi elmének a világ megértésére irányuló működésére vezethető vissza. Ugyanakkor ez nem racionális, észszerű, hanem mitikus, mítosz- vagy meseszerű világmegértést jelent, mivel az összeesküvés-elméletek fontos tulajdonsága, hogy nem, vagy nagyon nehezen cáfolhatóak. A cáfolatot a hívők jellemzően az „elmélet” megerősítéseként, az összeesküvők nyomok eltüntetésére tett tudatos kísérleteként, leplezésként fogják fel, vagyis a cáfolatnak szánt állítást egyszerűen beemelik az elméletbe. 
A totális diktatúrák által szervezett koncepciós perek nem egyszer a vádlottak összeesküvésének kiagyalt elméletén alapultak.
A A 21. században az internet elterjedésével az összeesküvés-elméletek az álhírek (fake news) terjesztésével együtt információs hadviselés egyik eszközévé váltak. A közösségi médiában (például Facebook) egyre gyakrabban jelennek meg politikai eseményekhez, választásokhoz kapcsolódva összeesküvés-elméletek, amiket „eltitkolt igazságokként” tálalnak. Ezeket külföldi titkosszolgálatok vagy hazai politikai szervezetekhez kötődő háttérintézmények, politikai marketingesek terjesztik. A cél ilyenkor nem elsősorban a politikai ellenfél lejáratása, hanem a nagyközönség elbizonytalanítása, összezavarása, a valódi, ellenőrizhető híreket közlő sajtó hiteltelenítése.

## Példák
- A szeptember 11-i merényletekkel kapcsolatban számos összeesküvés-elmélet létezik. A legtöbb ezek közül egyetért abban, hogy a támadásokat az amerikai állam utasítására hajtották végre.
- Az Apollo-programmal kapcsolatban elterjedt nézet az, hogy valójában nem történt meg, csak filmes trükk volt.
- Az antiszemitizmus gyakran társul összeesküvés-elmélettel, miszerint a zsidók a világ feletti hatalomra törnek és/vagy a zsidó-holokauszt nem történt meg.
- Hasonló nézet tartja magát az örményekkel kapcsolatban is.
- A vegyi felhők (chemtrails) elmélet szerint a magasan szálló repülőgépek után látható kondenzcsík valójában szétpermetezett vegyi vagy biológiai fegyver, esetleg az időjárás manipulálására szolgáló anyag.

## Összeesküvés-elméletek az irodalomban
Az összeesküvés népszerű irodalmi téma, különösen a thriller és sci-fi műfajokban, elsősorban a kínált drámai intenzitás lehetősége miatt. Kiváló feszültségkeltő szerepén túl arra is képes, hogy a valóságban komplex és gyakran követhetetlen eseményeket egyszerű morális kérdésekké változtasson, ahol a bajok oka a gonosztevők csoportja, és így a problémák megoldása (az összeesküvők megtalálása és legyőzése) is egyszerűvé és követhetővé válik. Könnyen belátható, hogy egy összeesküvés izgalmas és könnyen lezárt cselekményre ad lehetőséget.

## Valódi összeesküvések
Az összeesküvés-elméletek alapját adhatja, hogy a valóságban is történtek összeesküvések, vagy erre tett kísérletek. Titkosítás alól feloldott akták, valamint évtizedekkel ezelőtti események utólagos vizsgálata alapján megállapítható, hogy jellemzően katonai és politikai vonatkozású ügyekben titkos hadműveletekkel, vagy azok előkészületeivel, koncepciójával próbálták nagyhatalmak a maguk számára kedvezőnek tűnő irányba befolyásolni az események menetét.